# Outward Bound
A Outward Bound é uma é uma organização sem fins lucrativos, independente aprendizagem experiencial que atende escolas em 33 países, com a participação de mais de 250.000 pessoas a cada ano.
Os programas Outward Bound visam promover o crescimento pessoal e habilidades sociais dos participantes, usando expedições desafiadoras ao ar livre.

## Histórico
A primeira escola do Outward Bound foi inaugurada em  Aberdovey, Wales em 1941 por Kurt Hahn e Lawrence Holt com o apoio da Blue Funnel Line.

## Sites Oficiais
- Outward Bound Internacional
- Lista das escolas Outward Bound no mundo
- Outward Bound Brasil
- Outward Bound: Philosofia, Teoria, Pesquisa e Avaliação